# Große Sundainseln
Die Großen Sundainseln sind eine Inselgruppe im Malaiischen Archipel. Zusammen mit den Kleinen Sundainseln bilden sie die Sundainseln.

## Begriff und Abgrenzung
Im engeren Sinne gehören nur die vier größten Inseln dazu:
- Sumatra
- Java
- Borneo (indonesisch Kalimantan)
- Sulawesi (früher: Celebes)

Mit 1,5 Millionen km² und etwa 180 Millionen Einwohnern handelt es sich um die größte Inselgruppe der Welt (nur Grönland ist flächenmäßig größer).
Außer dem Norden Borneos bilden die Inseln den Hauptteil Indonesiens. Im Norden der Insel Borneo befinden sich Staatsanteile von Ost-Malaysia (Sarawak und Sabah) und das selbständige Sultanat Brunei.
Im weiteren Sinne werden auch die vorgelagerten und dazwischenliegenden kleineren Inseln dazu gezählt, insgesamt sind dies mehrere hundert.
Die südlichen der Inseln bilden die Grenze zwischen dem Indischen Ozean und dem Pazifischen Ozean. Die Javasee als Teil des Australasiatischen Mittelmeeres zählt schon zum Pazifik, ebenso wie das Südchinesische Meer im Norden.

## Kleinere Inseln
Um die Hauptinseln der großen Sundainseln herum gibt es viele kleine Inseln und Inselgruppen. Dazu gehören:
Bei Sumatra:
- Bengkalis, Rupat und Padang vor der nordöstlichen Küste
- Riau-Inseln weiter im  Osten
- Lingga-Inseln südlich der Riau-Inseln
- Anambas-Inseln weiter im Nordosten, im Südchinesischen Meer
- Nias, Siberut und Simeuluë vor der südwestlichen Küste
- Krakatau-Archipel zwischen Sumatra und Java

Bei Borneo:
- Natuna-Inseln: im Nordwesten, im Südchinesischen Meer

Bei Java:
- Madura
- Karimunjawa-Inseln
- Panaitan
- Peucang

Bei Sulawesi:
- Togianinseln
- Banggai-Inseln
- Sangihe-Inseln